# The Robot vs. The Aztec Mummy
The Robot vs. the Aztec Mummy is een Mexicaanse film uit 1957. De film combineert elementen van sciencefiction en horror. De film werd geregisseerd door Rafael Portillo.

## Verhaal
De gestoorde geleerde Dr. Edmund Almada heeft het voorzien op een Azteekse schat die verborgen ligt in een tempel. Daar deze tempel wordt bewaakt door een mummie bouwt hij een robot om de schat voor hem te stelen.

## Rolverdeling
| Acteur                | Personage              |
| --------------------- | ---------------------- |
| Ramón Gay             | Dr. Eduardo Almada     |
| Rosa Arenas           | Flor Almada / Xochi    |
| Crox Alvarado         | Pinacate               |
| Luis Aceves Castañeda | Dr. Krup               |
| Jorge Mondragón       | Dr. Sepúlveda          |
| Arturo Martínez       | Tierno                 |
| Emma Roldán           | Maria, the housekeeper |

## Achtergrond
De film staat ook bekend onder de titels Aztec Mummy vs. the Human Robot, El Robot humano en La Momia azteca contra el robot humano.
De film werd bespot in de televisieserie Mystery Science Theater 3000. Daarnaast kwam hij voor in de documentaire The 50 Worst Movies Ever Made uit 2004.